# Catharsius sagax
Catharsius sagax là một loài bọ cánh cứng trong họ Bọ hung (Scarabaeidae).